# Emi (iorubá)
Emi, na mitologia iorubá, é o sopro de vida que emana de Olorum. Foi soprado dentro do Ará, o corpo. Por essa razão, um dos títulos de Olorum é Elemi, "Senhor do emi". Tal sopro é imortal e pode ser entendido como a alma do ente. Quando o corpo falece, o emi volta a Olorum que o transfere a outro ente. É a parte mais poderosa do corpo.